# Стів Джеймс
Стів Джеймс (англ. Steve James; 19 лютого 1952, Нью-Йорк — 18 грудня 1993, Бербанк) — американський актор, каскадер і майстер бойових мистецтв. Він знімався в основному в бойовиках, таких як «Американський ніндзя», Загін «Дельта», «Винищувач». Джеймс також грав Кунг-фу Джо в фільмі «Я дістану тебе, покидьку».

## Біографія
Стів Джеймс народився і виріс в Нью-Йорку. Його батько Хьюбі Джеймс був трубачем. Його дядько Джеймс Валл, який грав містера Бакстера у дитячому телесеріалі Капітан Кенгуру. Стів був близьким другом режисера Вільяма Фрідкіна, який описав його як «одного із найгарніших, найскладніших і професійних акторів, з якими я коли-небудь працював». Стів і його друг і співавтор Джон А. Галлахер були в процесі написання декількох сценаріїв.
Його остання роль була у фільмі «Кривавий кулак 5: Жива мішень» і фільмі «Мантіс», який був пілотною серією однойменного телесеріалу. Пілотна серія вперше вийшла в ефір каналу Fox всього кілька тижнів після його смерті. Його також планували знімати у фільмі «Смертельна битва» 1995 року у ролі Джакса. Припускається що ця роль була заснована на його ролі в перших трьох фільмах про «американського ніндзю».
18 грудня 1993, Джеймс помер від раку підшлункової залози у своєму будинку в місті Бербанк, штат Каліфорнія у віці 41 року. У нього залишилися дружина, Крістін Пан Джеймс і його дочка від попереднього шлюбу, Дебі Джеймс. Його дружина, письменниця і акторка, його дочка модель і співачка.

## Фільмографія
| Рік  |    | Українська назва                          | Оригінальна назва                   | Роль                     |
| ---- | -- | ----------------------------------------- | ----------------------------------- | ------------------------ |
| 1974 | ф  | Освіта Сонні Карсона                      | The Education of Sonny Carson       |                          |
| 1975 | ф  | Земля, забута часом                       | The Land That Time Forgot           | перший Сто-Лу            |
| 1978 | ф  | Гра на смерть                             | Si wang mo ta                       | майстер бойових мистецтв |
| 1979 | ф  | Воїни                                     | The Warriors                        | Baseball Fury            |
| 1980 | ф  | Винищувач                                 | The Exterminator                    | Майкл Джефферсон         |
| 1980 | ф  | Він знає, що ви одні                      | He Knows You're Alone               | молодий чоловік          |
| 1980 | ф  | Таймс-Сквер                               | Times Square                        | чувак                    |
| 1980 | ф  | Миша і жінка                              | The Mouse and the Woman             | член профспілки          |
| 1981 | ф  | Артур                                     | Arthur                              | людина за магазином      |
| 1982 | тф | Мері, вуличний поліцейський               | Muggable Mary, Street Cop           | насильник у парку        |
| 1982 | ф  | Солдат                                    | The Soldier                         | солдат загону            |
| 1983 | ф  | Карателі                                  | Vigilante                           | Гіббонс                  |
| 1984 | ф  | Брат з іншої планети                      | The Brother from Another Planet     | Оделл                    |
| 1984 | тф | Фатальне бачення                          | Fatal Vision                        | США Маршал               |
| 1984 | с  | Всі мої діти                              | All My Children                     | охоронець Пінкстон       |
| 1984 | с  | Ті Джей Хукер                             | T.J. Hooker                         | Тренер Кассіус Айлі      |
| 1984 | с  | Придурки з Хаззарда                       | The Dukes of Hazzard                | Карні                    |
| 1985 | с  | Готель                                    | Hotel                               | Кез                      |
| 1985 | тф | Вбивства дітей в Атланті                  | The Atlanta Child Murders           | поліцейський 1           |
| 1985 | ф  | Маска                                     | Mask                                | молодий лікар            |
| 1985 | ф  | Чудернацька наука                         | Weird Science                       | хлопець за столом        |
| 1985 | ф  | Американський ніндзя                      | American Ninja                      | капрал Кертіс Джексон    |
| 1985 | ф  | Жити і померти в Лос-Анджелесі            | To Live and Die in L.A.             | Джефф Райс               |
| 1986 | ф  | Загін «Дельта»                            | The Delta Force                     | Боббі                    |
| 1986 | ф  | У тилу ворога                             | Behind Enemy Lines                  | Джонстон                 |
| 1986 | ф  | Караюча сила                              | Avenging Force                      | Ларрі Річардс            |
| 1986 | тф | Спецназ «К.Е.Т.»                          | C.A.T. Squad                        | Бад Рейнс                |
| 1986 | с  | Детективне агентство «Місячне сяйво»      | Moonlighting                        | Мохаммед «Бугалу» Браун  |
| 1987 | ф  | Голлівудський розклад                     | Hollywood Shuffle                   | Hood 3                   |
| 1987 | ф  | Американський ніндзя 2: Протистояння      | American Ninja 2: The Confrontation | сержант Кертіс Джексон   |
| 1988 | ф  | Джонні, будь хорошим                      | Johnny Be Good                      | тренер Сандерс           |
| 1988 | тф | Спецназ «К.Е.Т.» 2                        | C.A.T. Squad: Python Wolf           | Бад Рейнс                |
| 1988 | ф  | Герой і жах                               | Hero and the Terror                 | Робінсон                 |
| 1988 | ф  | Я дістану тебе, ублюдок                   | I'm Gonna Git You Sucka             | Кунг-фу Джо              |
| 1989 | ф  | Американський ніндзя 3: Криваве полювання | American Ninja 3: Blood Hunt        | Кертіс Джексон           |
| 1989 | ф  | Закрут річки                              | Riverbend                           | майор Семюел Квентін     |
| 1990 | ф  | Містер Джонсон                            | Mister Johnson                      | Алу                      |
| 1990 | ф  | Вуличний мисливець                        | Street Hunter                       | Логан Блейд              |
| 1990 | тф | Гаммер, Сламмер і Слейд                   | Hammer, Slammer, & Slade            | Кунг-фу Джо              |
| 1991 | ф  | МакБейн                                   | McBain                              | Істленд                  |
| 1992 | ф  | Гравець                                   | The Player                          | грає себе                |
| 1993 | ф  | Вихідні у Берні 2                         | Weekend at Bernie's II              | Генрі                    |
| 1994 | в  | Кривавий кулак 5: Жива мішень             | Bloodfist V: Human Target           | Маркус / Дрю Вашингтон   |
| 1994 | тф | Мантіс                                    | M.A.N.T.I.S.                        | Антуан Пайк              |